# Residenza universitaria

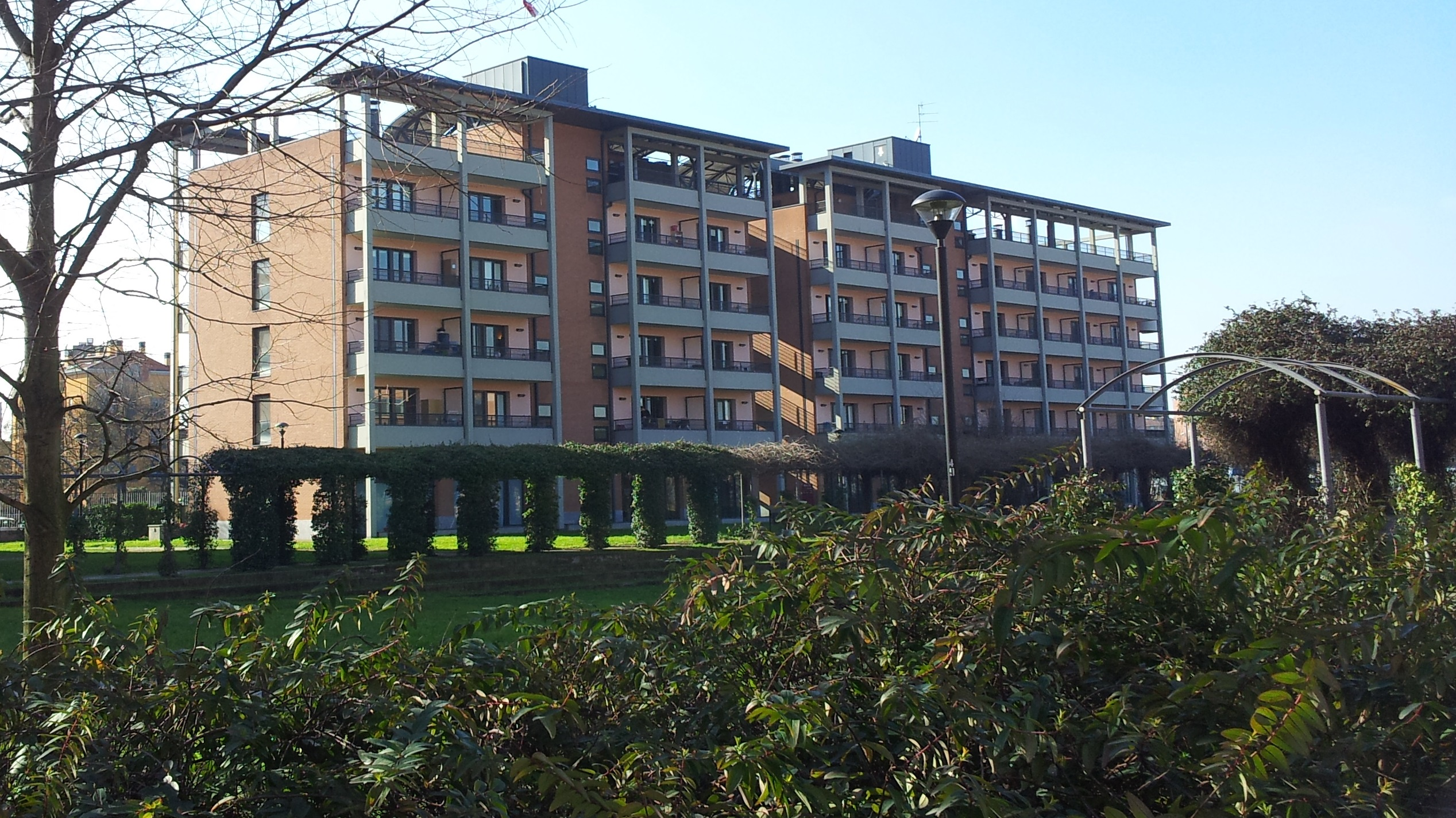
Il Residence studentesco IULM

Una residenza universitaria è un quartiere o un insieme di edifici, o anche un singolo edificio, dedicato all'accoglienza e all'alloggio di studenti universitari, spesso direttamente gestite dalle università. Sono anche definiti "pensionati universitari", o "studentati universitari".

## Tipologie
Tali residenze possono trovarsi a volte integrate all'interno di campus universitari, ma più spesso si trovano nelle loro vicinanze, secondo il modello del collegio diffuso; inoltre ogni università per il servizio abitativo può avere anche più residenze universitarie distinte.
Le residenze includono spesso servizi accessori, quali bar, mense, lavanderie, sale ricreative, sale Internet e connessioni Internet per ogni camera. Gli edifici sono divisi in appartamenti che possono accogliere un diverso numero di occupanti e solitamente includono una cucina, anche se, nel caso in cui il contratto preveda il servizio mensa, questa può includere solo gli accessori di base.

## Collegio diffuso
Il collegio diffuso (off campus accomodation) è un modello residenziale per studenti universitari che si basa su una rete di appartamenti situati a poche centinaia di metri da una sede centrale nella quale si trovano i servizi comuni (mensa, biblioteca, sale studio, spazi ricreativi, attrezzature sportive, sala computer) e nella quale vengono svolte anche tutte le attività formative, didattiche e di tutoria tipiche dei collegi universitari.
Il modello del collegio diffuso si pone in alternativa al modello "classico" dell'in campus accommodation, che corrisponde al modello più tradizionale di collegio universitario con servizi e camere per gli studenti nello stesso edificio.